# Лотавстралин
Лотавстралин — органическое соединение, глюкозид циангидрина метилэтилкетона, цианогенный гликозид, содержащийся в некоторых бобовых растениях (клевер ползучий, Lotus australis, Phaseolus lunatus), растениях родов родиола (родиола розовая и родиола кириллова) и маниок, а также ряде других растений.
Лотавстралин структурно близок линамарину — глюкозиду ацетонциангидрина, оба гликозида гидролизуются под действием β-гликозидазы линамаразы с образованием D-глюкозы и ацетонциангидрина, который затем самопроизвольно гидролизуется с образованием ацетона и синильной кислоты.